# Nixon (film)
Nixon är en amerikansk biografisk dramafilm från 1995.

## Handling
I Nixon får tittare följa den före detta amerikanska presidenten Richard Nixon från liten pojke fram till att hans presidentskap avslutades i skam med Watergateaffären.

## Om filmen
Nixon regisserades av Oliver Stone, som även skrev filmens manus tillsammans med Stephen J. Rivele och Christopher Wilkinson. 
Filmen nominerades till fyra Oscars. Anthony Hopkins nominerades för bästa manliga huvudroll, Joan Allen för bästa kvinnliga biroll, John Williams för bästa filmmusik samt filmens manusförfattare för bästa originalmanus. Hopkins nominerades även till en Golden Globe.

## Rollista (urval)
- Anthony Hopkins - Richard Nixon
- Joan Allen - Pat Nixon
- Powers Boothe - Alexander Haig
- Ed Harris - E. Howard Hunt
- Bob Hoskins - J. Edgar Hoover
- E.G. Marshall - John Mitchell
- David Paymer - Ron Ziegler
- David Hyde Pierce - John Dean
- Paul Sorvino - Henry Kissinger
- Mary Steenburgen - Hannah Nixon
- J.T. Walsh - John Ehrlichman
- James Woods - H.R. Haldeman
- Tony Goldwyn - Harold Nixon
- Sean Stone - Donald Nixon
- Tony Plana - Manolo Sanchez
- John C. McGinley - Earl i träningsvideo